# Corneliu Mănescu

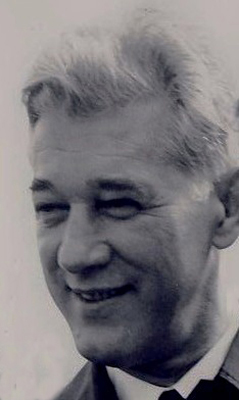
Corneliu Mănescu

Corneliu Mănescu (Ploieşti, 8 de febrero de 1916 - Bucarest, 26 de junio de 2000) fue un político y diplomático rumano.

## Juventud
Después de completar sus estudios secundarios en Ploiești, Mănescu pasó a estudiar derecho y economía en la Universidad de Bucarest de 1936 a 1940. Se unió al Partido Comunista de Rumania en 1936.
Cuando era estudiante, comenzó a escribir para publicaciones de izquierda, principalmente sobre relaciones internacionales. Fue el líder de la organización de estudiantes comunistas de Bucarest hasta 1940.

## Vida política
Militante del Partido Comunista de su país, fue el responsable de la agenda de relaciones exteriores del régimen en sus inicios. Designado Ministro de Relaciones Exteriores de 1961 a 1972, fue presidente de la Asamblea General de la ONU entre 1967 a 1968, siendo el primer comunista en ocupar este puesto. Con la consolidación de Nicolae Ceauşescu en el poder, fue apartado de sus responsabilidades políticas del Partido, lo cual se encaminó a buscar las reformas que lo llevaron a ser uno de sus líderes. En 1989 preside el gobierno provisional con Ion Iliescu en el Frente de Salvación Nacional. Después de las elecciones de marzo de 1990, se retiró de la política.